# Drasteriodes fusco-basalis
Drasteriodes fusco-basalis là một loài bướm đêm trong họ Noctuidae.